# Morpho aratos
Morpho aratos är en fjärilsart som beskrevs av Hans Fruhstorfer 1905. Morpho aratos ingår i släktet Morpho och familjen praktfjärilar. Inga underarter finns listade i Catalogue of Life.